# Пам'ятки історії України національного значення
| № п/п | Найменування памʼятки                                                                            | Датування      | Розташування                             |
| ----- | ------------------------------------------------------------------------------------------------ | -------------- | ---------------------------------------- |
| 1     | Братська могила загиблих воїнів періоду визвольних змагань 1917-1921рр. та Другої Світової війни | 1920р., 1943р. | м.Покровськ сквер Соборний               |
| 2     | Братська могила загиблих воїнів Південно-Західного фронту в роки Другої Світової війни           | 1943р.         | м.Покровськ вул. Хутірська, 10 (цвинтар) |
| 3     | Братська могила загиблих воїнів в роки Другої Світової війни                                     | 1943р.         | м. Покровськ вул. Ольшанського, 59       |
| 4     | Братська могила загиблих воїнів Південно-Західного фронту в роки Другої Світової війни           | 1943р.         | м.Покровськ вул. Степана Бовкуна, 5      |
| 5     | Братська могила загиблих воїнів та підпільників в роки Другої Світової війни                     | 1943р.         | м.Покровськ пл.Шибанкова, 10             |
| 6     | Памʼятник Москаленку К.С., двічі Герою Радянського Союзу                                         | 1982р.         | м.Покровськ вул. Маршала Москаленка, 159 |

## Житомирська область
```
----------------------------------------------------------------------------
       Найменування пам'ятки       |    Датування   |   Розташування
----------------------------------------------------------------------------

  м. 
Житомир
 

Могила письменника й перекладача    1983 рік         Смолянське кладовище
Бориса Тена (М. Хомичевського) 

  Новоград-Волинський район 

  м. 
Новоград-Волинський
 

Будинок, в якому народилася і жила  друга половина   вул. Велика Бердичівська, 94
Леся Українка                       XIX століття 

  Житомирський район 

Братська могила учасників           1767 рік         с. 
Кодня

повстання "Коліївщина" 

  Ружинський район 

Садиба Ганських-Ржевуцьких,         перша половина   с. 
Верхівня
 
де бував французький письменник     XIX століття 

Оноре де Бальзак
```

## Запорізька область
```
----------------------------------------------------------------------------
       Найменування пам'ятки       |    Датування   |   Розташування
----------------------------------------------------------------------------
 
  м. 
Запоріжжя
 

Могила кошового отамана             1866 рік         вул. Жуковського, 55
Осипа Гладкого 

Меморіальний комплекс на честь      1943 рік         вул. Плотинна 
радянських воїнів, загиблих 
під час форсування Дніпра 

  м. 
Бердянськ
 

Будинок чоловічої гімназії, в якій  1876-1880 роки   вул. П. Шмідта 
навчався П. 
Шмідт
```

## Івано-Франківська область
```
----------------------------------------------------------------------------
       Найменування пам'ятки       |    Датування   |   Розташування
----------------------------------------------------------------------------

  м. 
Івано-Франківськ
 

Міський сквер, де поховані відомі   XIX - початок    вул. С. Бандери 
культурні та громадські діячі       XX століття 
(фольклорист М. Бучинський, 
поети 
Маврицій Гославський
, 
К. Свідзинський, композитор 
Д. Січинський та інші) 

  Верховинський район 

Будинок, в якому жив і працював     друга половина   с. 
Криворівня

І. Франко                           XIX століття
```

## Київська область
```
----------------------------------------------------------------------------
       Найменування пам'ятки       |    Датування   |   Розташування
----------------------------------------------------------------------------

  Васильківський район 

Садиба І. Козловського              кінець XIX -     с. 
Мар'янівка
, 
                                    початок XX       вул. Шкільна, 3 
                                    століття 

  Яготинський район 

Садиба К. Білокур                   перша половина   с. 
Богданівка
, 
                                    XX століття      вул. К. Білокур 

Могила К. Білокур                   1961 рік         с. Богданівка
```

## Кіровоградська область
```
----------------------------------------------------------------------------
       Найменування пам'ятки       |    Датування   |   Розташування
----------------------------------------------------------------------------
  Кропивницький район

Могила драматурга, актора,              1907 рік      с. Корлюгівка     
режисера і театрального діяча
І. Карпенка-Карого (І.К. Тобілевича)
```

## Луганська область
| Найменування пам'ятки                           | Датування    | Розташування                              | № пам'ятки |
| ----------------------------------------------- | ------------ | ----------------------------------------- | ---------- |
| Меморіальний комплекс «Борцям революції»        | 1936         | м. Луганськ, пл. Борців революції         |            |
| Будинок, у якому народився В. Даль              | поч. XIX ст. | м. Луганськ, вул. В. Даля, 12             |            |
| Меморіальний комплекс на честь молодогвардійців | 1954         | м. Краснодон, пл. ім. Молодої гвардії     |            |
| Меморіальний комплекс «Україна — визволителям»  | 1972         | смт. Мілове, пл. Чечерєва                 |            |
| Меморіальний комплекс «Міус-фронт»              | 1941-1943    | м. Хрустальний (Красний Луч, Криндачівка) |            |

## Львівська область
```
----------------------------------------------------------------------------
       Найменування пам'ятки       |    Датування   |   Розташування
----------------------------------------------------------------------------

  м. 
Львів
 

Місце поховання засновника          1583 рік         вул. Б. Хмельницького,
книгодрукарства в Росії                              36 
Івана Федорова 

Будинок, в якому жив і працював     початок          вул. Руська, 2 
друкар М. 
Сльозка
                   XVII століття 

Будинок Львівського університету    середина         вул. Грушевського, 4
                                    XIX століття 

Будинок, у якому жив І. Франко      друга половина   вул. І. Франка, 152
                                    XIX століття 

Будинок, у якому жила               перша половина   вул. С. Крушельницької,
С. Крушельницька                    XX століття      23 

Будинок, у якому жив С. Людкевич    перша половина - вул. С. Людкевича, 7
                                    середина 
                                    XX століття 

  Самбірський район 

  м. 
Самбір
 

Будинок, у якому народився          друга половина   вул. Сонячна, 1 

Лесь Курбас
                         XIX століття
```

## Миколаївська область
```
----------------------------------------------------------------------------
       Найменування пам'ятки       |    Датування   |   Розташування
----------------------------------------------------------------------------

  м. 
Миколаїв
 

Могили-склепи композитора і         1792 рік         кладовище 
етнографа М. Аркаса та засновника 
корабельні у Миколаєві М. Фалеєва 

Могила-склеп В. Каразіна            1842 рік,        кладовище 
                                    реконструйовано 
                                    у 1982 році 

  Очаківський район 

Місце страти лейтенанта П. Шмідта   1906 рік         о. Березань
```

## Одеська область
```
----------------------------------------------------------------------------
       Найменування пам'ятки       |    Датування   |   Розташування
----------------------------------------------------------------------------

  м. 
Одеса
 

Будинок, де містився центр          кінець XVIII -   пров. Красний, 18
таємного грецького товариства       початок 
"Філікі Етерія"                     XIX століття 

Могила В. Філатова                  1956 рік         Чорноморська дорога, 6,
                                                     дільниця 25
Меморіал загиблим воїнам 411 Батареї у ВВВ
```

## Полтавська область
```
----------------------------------------------------------------------------
       Найменування пам'ятки       |    Датування   |   Розташування
----------------------------------------------------------------------------

  м. 
Полтава
 

Садиба І. Котляревського            друга половина   Червона площа, 3
                                    XVIII століття 

Могила І. Котляревського            1838 рік         парк імені 
                                                     І. Котляревського 

Садиба Панаса Мирного               кінець XIX -     вул. П. Мирного, 56
                                    початок XX 
                                    століття 

Садиба В. Короленка                 кінець XIX -     вул. В. Короленка, 1
                                    початок XX 
                                    століття 

Могила Панаса Мирного               1920 рік         вул. Патріарха Мстислава,
                                                     Зелений Гай 

Могила В. Короленка                 1921 рік         парк "Перемога" 

  Миргородський район 

Садиба декабристів                  кінець XVIII     с. 
Хомутець
 
Муравйових-Апостолів                століття - 
                                    початок 
                                    XIX століття 

  Чорнухинський район 

Садиба Г. Сковороди                 XVIII століття   смт 
Чорнухи
```

## Сумська область
```
----------------------------------------------------------------------------
       Найменування пам'ятки       |    Датування   |   Розташування
----------------------------------------------------------------------------

  Білопільський район 

  м. 
Білопілля
 

Будинок, у якому народився поет     друга половина   вул. Пожарська, 14
Олександр Олесь (О. Кандиба)        XIX століття 

  Глухівський район 

  м. 
Глухів
 

Будинок Глухівського                1874 рік         вул. Інститутська, 25
учительського інституту 

  Конотопський район 

  м. 
Конотоп
 

Поле битви між козацькими           1659 рік         південно-західна
військами на чолі з І. Виговським                    околиця міста 
і царською армією
```

## Тернопільська область
| Найменування пам'ятки           | Датування | Розташування                      | № пам'ятки |
| ------------------------------- | --------- | --------------------------------- | ---------- |
| Могила письменника О.С. Маковея | 1925      | м. Заліщики, кладовище            | 190003-Н   |
| Козацьке кладовище              | 1648-1651 | м. Кременець, П'ятницький цвинтар | 190004-Н   |

## Харківська область
```
----------------------------------------------------------------------------
       Найменування пам'ятки       |    Датування   |   Розташування
----------------------------------------------------------------------------

  м. 
Харків
 

Комплекс будівель Харківського      кінець XVIII -   
вул. Університетська
,
університету: будинок губернатора,  початок          14, 12, 16, 27, 23
в якому було відкрито університет,  XX століття 

корпус хімічного факультету
, 
корпус фізичного факультету, 
корпус юридичного факультету, 
бібліотека 

Могила Г. Квітки-Основ'яненка       1843 рік         
вул. Григорія Сковороди
, 102 

Могила П. Гулака-Артемовського      1865 рік         вул. Григорія Сковороди, 87 

Могили вченого-мовознавця           1891, 1919,      вул. Григорія Сковороди, 108
О. Потебні та його родини -         1935 роки 
А. Потебні та О. Потебні 

Будинок, у якому працював театр     кінець XIX -     
вул. Сумська
, 9 
"Березіль" під керівництвом         початок 
Леся Курбаса                        XX століття 

Могила М. Кропивницького            1910 рік         вул. Григорія Сковороди, 87 

Могила художника                    1917 рік         вул. Григорія Сковороди, 87
С. Васильківського 

Могила архітектора О. Бекетова      1941 рік         вул. Григорія Сковороди, 108 

Могили родичів Леся Курбаса         1984, 1950 роки  вул. Григорія Сковороди, 108
В. Чистякової та 
В. Курбас-Яновичевої 

  Золочівський район 

Садиба та місце поховання           друга половина   с. Сковородинівка
Г. Сковороди                        XVIII століття, 
                                    1794 рік
```

## Херсонська область
```
----------------------------------------------------------------------------
       Найменування пам'ятки       |    Датування   |   Розташування
----------------------------------------------------------------------------

  м. 
Херсон
 

Пам'ятник Джону Говарду             1818-1820 роки   просп. Ф. Ушакова 

  Бериславський район 

Кам'янська Січ, кладовище           1709-1711,       с. 
Республіканець

запорізьких козаків і могила        1728-1734 роки 
кошового отамана Костя Гордієнка 

  м. Олешки

Олешківська Січ                     1711-1728 роки
```

## Хмельницька область
```
----------------------------------------------------------------------------
       Найменування пам'ятки       |    Датування   |   Розташування
----------------------------------------------------------------------------

  Городоцький район 

Пам'ятник жертвам визвольної війни  1954 рік         смт 
Сатанів
 
1648-1654 років 

  Летичівський район 

Єврейський некрополь (могила        XVI-XIX          смт 
Меджибіж
 
Баал-Шем-Това), пов'язаний з        століття 
історією юдаїзму та мистецтвом 
єврейського народу 

  Старосинявський район 

Місце розгрому польської шляхти     1648 рік         с. 
Пилява
 
військами Б. Хмельницького 

Могила Івана Ганжі (уманського      1651 рік         с. Пилява 
полковника, соратника 
Б. Хмельницького) 
```

## Черкаська область
```
----------------------------------------------------------------------------
       Найменування пам'ятки       |    Датування   |   Розташування
----------------------------------------------------------------------------

  м. 
Черкаси
 

Могила В. Симоненка                 1963 рік         вул. Одеська, кладовище 

  Городищенський район 

Могила Л. Симиренка                 1920 рік         с. 
Мліїв
, садстанція 

  Звенигородський район 

  м. 
Звенигородка
 

Будинок, у якому жив А. Кримський   перша половина   вул. Леніна, 35 
                                    XX століття 

  м. 
Канів
 

Успенський (Георгіївський) собор    1144 рік         вул. Енергетиків, 65
```

## Чернівецька область
| [ 1 ]                                    |  |                                                                                           |                                                               |
| Кишинівська, 1                           |  | Могила письменниці Ольги Кобилянської (1863-1942); 1942 р.                                | Постанова Ради Міністрів УРСР від 21.07.1965 р. № 711         |
| Кишинівська, 1                           |  | Могила письменника Юрія Федьковича; 1887 р.                                               | Постанова Ради Міністрів УРСР від 21.07.1965 р. № 711         |
| Софії Окуневської, 5                     |  | Будинок, в якому жила українська письменниця Ольга Кобилянська (1863-1942); 1929-1942 рр. | Постанова Кабінету Міністрів України від 27.12.2001 р. № 1761 |
| Путильський район                        |  |                                                                                           |                                                               |
| с. Підзахаричі, урочище "Печера Довбуша" |  | Печера, у якій перебував Олекса Довбуш з опришками; 30 - 40-ві роки XVIII століття        |                                                               |

## Чернігівська область
- Пам'ятки історії національного значення в Чернігівській області

| Район, населений пункт          | Найменування пам'ятки                                            | Датування                               | Розташування                                        |
| ------------------------------- | ---------------------------------------------------------------- | --------------------------------------- | --------------------------------------------------- |
| Чернігів                        | Могила Л. Глібова                                                | 1893 рік                                | вул. Толстого, Болдина гора, монастир Святої Трійці |
| Чернігів                        | Садиба М. Коцюбинського                                          | кінець XIX-XX століття                  | вул. Коцюбинського, 3                               |
| Чернігів                        | Могила М. Коцюбинського                                          | 1913 рік                                | вул. Толстого, Болдина гора, монастир Святої Трійці |
| Коропський район смт Короп      | Будинок, у якому народився М. Кибальчич                          | перша половина XIX століття             | пров. М. Кибальчича, 18                             |
| Ніжинський район м. Ніжин       | Будинок гімназії, де навчалися Л. Глібов, Є. Гребінка, М. Гоголь | перша половина XIX століття             | вул. Кропив'янського, 2                             |
| Сосницький район смт Сосниця    | Садиба О. Довженка                                               | кінець XIX - перша половина XX століття | вул. О. Довженка, 2                                 |
| Срібнянський район с. Сокиринці | Могила кобзаря О. Вересая                                        | 1890 рік                                |                                                     |
| Чернігівський район смт Седнів  | Садиба родини Лизогубів                                          | середина XIX століття                   | вул. Т. Шевченка, 11б                               |